# Anthopleura midori
Anthopleura midori is een zeeanemonensoort uit de familie Actiniidae.
Anthopleura midori is voor het eerst wetenschappelijk beschreven door Uchida & Muramatsu in 1958.